# 米格爾·阿萊曼·巴爾德斯
米格爾·阿萊曼·巴爾德斯（西班牙語：Miguel Alemán Valdés，西班牙語發音：[miˈɣel aleˈman] ⓘ；1900年9月29日—1983年5月14日）是一位墨西哥總統，1946年至1952年在任。在就任總統之前，阿萊曼於前總統曼努埃爾·阿維拉·卡馬喬的政府中擔任墨西哥內政部長。